# Philodromus pali
Philodromus pali este o specie de păianjeni din genul Philodromus, familia Philodromidae, descrisă de Gajbe în anul 2000. Conform Catalogue of Life specia Philodromus pali nu are subspecii cunoscute.